# Neobanepa
Neobanepa és un gènere monotípic d'arnes de la família Crambidae. Conté una sola espècie, Neobanepa peruviensis, que es troba al Perú.